# Persone di nome Umberto/Calciatori
| Questa pagina contiene informazioni ricavate automaticamente dalle voci biografiche con l'ausilio del template Bio e di un bot. L'aggiornamento è periodico e automatico e ricostruisce completamente la pagina. Se manca una persona in questa lista, sei pregato di non aggiungerla, ma accertati piuttosto che la sua voce biografica contenga il template Bio e che i dati anagrafici siano correttamente compilati. Se il template Bio manca, inseriscilo tu stesso o, in alternativa, metti l'avviso {{tmp\|Bio}} che ne segnala la mancanza. Se i dati riportati sono sbagliati, correggi direttamente la voce biografica; le modifiche saranno visibili in questa lista entro pochi giorni. Per chiarimenti vedi il progetto antroponimi. La lista contiene solo le 51 persone che sono citate nell'enciclopedia e per le quali è stato implementato correttamente il template Bio. Pagina aggiornata al 22 lug 2025. |

Questa è una lista di persone presenti nell'enciclopedia che hanno il nome Umberto e sono calciatori.

## A(1)
- Umberto Alessio, calciatore italiano (n. 1904)

## B(4)
- Umberto Badii, ex calciatore e allenatore di calcio italiano (Alvignano, n. 1926)
- Umberto Bagnasco, calciatore italiano (Genova, n. 1892 - Genova, † 1944)
- Umberto Boniardi, ex calciatore italiano (Milano, n. 1927)
- Umberto Busani, calciatore italiano (Parma, n. 1915 - Napoli, † 1957)

## C(6)
- Umberto Calcagno, ex calciatore italiano (Chiavari, n. 1970)
- Umberto Caligaris, calciatore e allenatore di calcio italiano (Casale Monferrato, n. 1901 - Torino, † 1940)
- Umberto Camozzo, calciatore italiano (Milano, n. 1918)
- Umberto Colombo, calciatore italiano (Como, n. 1933 - Bergamo, † 2021)
- Umberto Copasso, calciatore italiano (Sagliano Micca, n. 1895)
- Umberto Cornetti, calciatore italiano (Reggio Emilia, n. 1903 - Reggio Emilia, † 1978)

## D(6)
- Umberto De Angelis, calciatore italiano (Pescara, n. 1910 - Pescara, † 2001)
- Umberto Del Core, ex calciatore italiano (Bari, n. 1979)
- Umberto Depetrini, ex calciatore italiano (Pontestura, n. 1944)
- Umberto Di Falco, calciatore italiano (Palermo, n. 1914 - Palermo, † 1986)
- Umberto Diamantini, calciatore italiano
- Umberto Donà, calciatore italiano (Vicenza, n. 1894 - Roma, † 1986)

## E(1)
- Umberto Eusepi, calciatore italiano (Tivoli, n. 1989)

## F(3)
- Umberto Favero, calciatore italiano (Padova, n. 1909 - Montebelluna, † 1983)
- Umberto Ferrari, calciatore italiano (Cremona, n. 1914)
- Umberto Franzini, calciatore italiano (Cremona, n. 1919 - † 1943)

## G(4)
- Umberto Germano, calciatore italiano (Torino, n. 1992)
- Umberto Ghibaudo, calciatore italiano (Torino, n. 1907)
- Umberto Giachetti, ex calciatore italiano (Cascina, n. 1935)
- Umberto Guarnieri, calciatore italiano (Milano, n. 1919 - † 1973)

## L(2)
- Massimo Lattuca, ex calciatore italiano (Roma, n. 1959)
- Umberto Lombardini, calciatore italiano (Roma, n. 1920 - Roma, † 1986)

## M(8)
- Umberto Malvano, calciatore, arbitro di calcio e dirigente sportivo italiano (Moncalieri, n. 1884 - Milano, † 1971)
- Umberto Manzini, calciatore italiano (Verona, n. 1905)
- Umberto Meazza, calciatore, allenatore di calcio e arbitro di calcio italiano (Casteggio, n. 1880 - Milano, † 1926)
- Umberto Meggiolaro, calciatore italiano (Trieste, n. 1934 - † 2002)
- Umberto Melloni, ex calciatore italiano (Milano, n. 1939)
- Umberto Menti, calciatore e allenatore di calcio italiano (Vicenza, n. 1917 - Vicenza, † 2002)
- Umberto Montanari, calciatore italiano (Alessandria, n. 1896 - Alessandria, † 1945)
- Umberto Motto, ex calciatore italiano (Torino, n. 1930)

## P(3)
- Umberto Pennano, calciatore italiano (La Paz, n. 1886 - Torino, † 1961)
- Umberto Pinardi, calciatore e allenatore di calcio italiano (Parma, n. 1928 - Parma, † 2025)
- Umberto Provasi, calciatore e allenatore di calcio italiano (Cesano Maderno, n. 1938 - Desio, † 2023)

## R(4)
- Umberto Ratti, ex calciatore italiano (Brescia, n. 1940)
- Umberto Renica, calciatore italiano (Bergamo, n. 1921 - Bergamo, † 1975)
- Umberto Riccobaldi, calciatore italiano (La Spezia, n. 1900 - La Spezia, † 1980)
- Umberto Romanini, calciatore italiano (Verona, n. 1915)

## S(4)
- Umberto Santillo, calciatore italiano (La Spezia, n. 1912)
- Umberto Scotti, calciatore italiano (Oriano sopra Ticino, n. 1885 - Sesto Calende, † 1969)
- Umberto Soldati, calciatore italiano (Madrid, n. 1900 - Milano, † 1985)
- Umberto Strucchi, ex calciatore italiano (Scandiano, n. 1943)

## T(1)
- Umberto Tosi, calciatore italiano (Milano, n. 1915)

## V(3)
- Umberto Vecchina, calciatore italiano (Venezia, n. 1893 - Venezia, † 1954)
- Umberto Visentin, calciatore e allenatore di calcio italiano (Treviso, n. 1909 - Treviso, † 1994)
- Umberto Volpati, calciatore italiano (Cassolnovo, n. 1943 - Santa Maria Maggiore, † 2017)

## Z(1)
- Umberto Zannelli, calciatore italiano (n. 1900 - † 1975)